# Сард, Ален
Ален Сард (фр. Alain Sarde; род. 28 марта 1952 в Булонь-Бийанкур) — один из видных французских продюсеров (более двухсот фильмов); владелец двух кинокомпаний — «Сара Фильм» (1975) и «Сард Фильм» (1983).
Работает с ведущими как французскими, так и мировыми кинорежиссёрами.
Брат известного французского кинокомпозитора Филиппа Сарда.

## Избранная фильмография
- 1974 — Не трогай белую женщину реж. — Марко Феррери
- 1976 — Барокко реж. — Андре Тешине
- 1977 — Испорченные дети; реж. — Бертран Тавернье
- 1978 — Простая история; реж. — Клод Соте
- 1979 — Сёстры Бронте; реж. — Андре Тешине
- 1979 — Закусить удила; реж. — Лоран Эйнеман
- 1979 — Холодные закуски; реж. — Бертран Блие
- 1980 — Спасай, кто может (свою жизнь); реж. — Жан-Люк Годар
- 1980 — Плохой сын; реж. — Клод Соте
- 1981 — Выбор оружия; реж. — Ален Корно
- 1982 — Странное дело; реж. — Пьер Гранье-Дефер
- 1982 — Отель «Америка»; реж. — Андре Тешине
- 1982 — Северная звезда; реж. — Пьер Гранье-Дефер
- 1982 — Страсть; реж. — Жан-Люк Годар
- 1982 — Шок; реж. — Робен Давис, Ален Делон
- 1982 — Стрельба очередью; реж. — Жан-Клод Миссиан
- 1983 — Преступление; реж. — Филипп Лабро
- 1983 — Имя: Кармен; реж. — Жан-Люк Годар
- 1983 — Официант!; реж. — Клод Соте
- 1984 — Воскресенье за городом; реж. — Бертран Тавернье
- 1984 — Наша история; реж. — Бертран Блие
- 1984 — Весёлая Пасха; реж. — Жорж Лотнер
- 1985 — Кокаин; реж. — Пол Моррисси
- 1985 — Детектив; реж. — Жан-Люк Годар
- 1985 — Гарем; реж. — Артюр Жоффе
- 1986 — Частные уроки; реж. — Пьер Гранье-Дефер
- 1987 — Одиночка; реж. — Жак Дере
- 1987 — Смертоносные апрели; реж. — Лоран Эйнеман
- 1989 — Мои ночи прекраснее ваших дней; реж — Анджей Жулавский
- 1992 — Горькая луна; реж. — Роман Полански
- 1992 — Макс и Джереми; реж. — Клер Девер
- 1994 — Дикий тростник; реж. — Андре Тешине
- 1996 — Прекрасная Зелёная; реж. — Колин Серро
- 1996 — Мужчина моей жизни; реж. — Бертран Блие
- 1996 — Моцарт — навсегда; реж. — Жан-Люк Годар
- 1999 — Дети века реж. — Диана Кюри
- 2001 — Малхолланд Драйв; реж. — Дэвид Линч
- 2001 — Бельфегор — призрак Лувра; реж. — Жан-Поль Саломе
- 2002 — Говори мне о любви; реж. — Софи Марсо
- 2002 — Пианист; реж. — Роман Полански
- 2002 — Соперник; реж. — Николь Гарсиа
- 2002 — Всё или ничего; реж. — Майк Ли
- 2003 — Натали; реж. — Анн Фонтен
- 2003 — Страх и трепет; реж. — Ален Корно
- 2004 — Жизнь как чудо; реж. — Эмир Кустурица
- 2004 — Вера Дрейк; реж. — Майк Ли
- 2005 — Оливер Твист; реж. — Роман Полански
- 2010 — Призрак; реж. — Роман Полански
- 2013 — Венера в мехах; реж. — Роман Полански
- 2014 — Прощай, речь 3D; реж. — Жан-Люк Годар